# 糸守 (小惑星)
糸守（イトモリ、113405 Itomori）は、メインベルトの小惑星。2002年に発見された。この小惑星は2.5607844 auと同じ軌道長半径と、黄道に対して10.65380度傾いている軌道傾斜角と、0.1395967の軌道離心率の特徴を持つ軌道をしている。
アニメ映画『君の名は。』の舞台「糸守町」が名前の由来となっている。